# Lepidium altissimum
Lepidium altissimum là một loài thực vật có hoa trong họ Cải. Loài này được Rchb. f. mô tả khoa học đầu tiên năm 1958.